# Estructura (escultura)
La escultura urbana conocida por el nombre Estructura, ubicada en exterior de la sede del Banco de España (calle Conde de Toreno), en la ciudad de Oviedo, Principado de Asturias, España, es una de las más de un centenar que adornan las calles de la mencionada ciudad española.

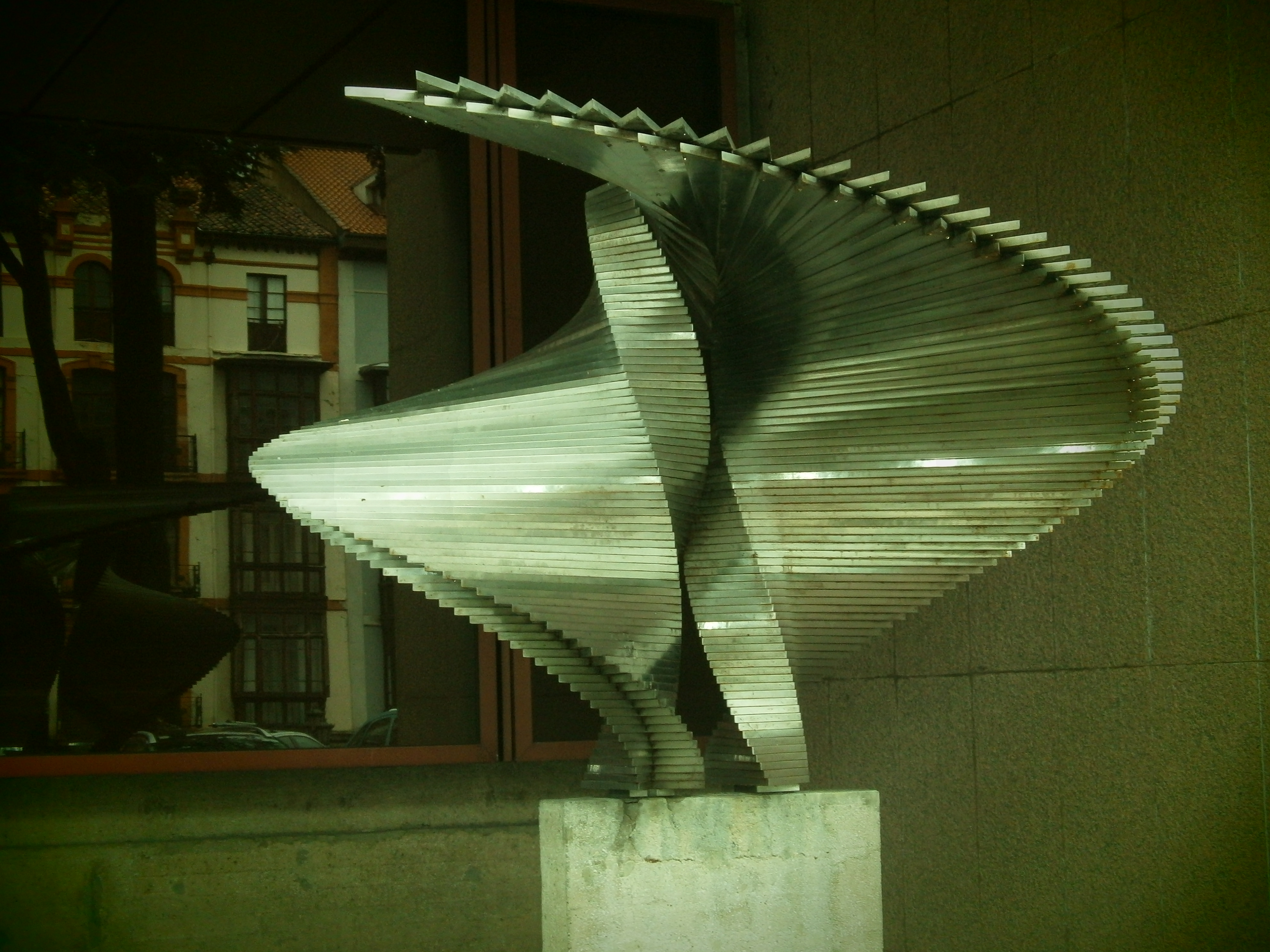

El paisaje urbano de esta ciudad,  se ve adornado por  obras escultóricas, generalmente monumentos conmemorativos dedicados a personajes de especial relevancia en un primer momento, y más puramente artísticas desde finales del siglo XX.
La escultura, es una estructura metálica en espiral, ofrece sensaciones visuales por el juego de luces y sombras;  es obra de Eusebio Sempere, y está datada en 1982.

Cuando se llevó a cabo en agosto de 1982 la inauguración de la nueva sede del Banco de España en Asturias, ubicada en el terreno donde se encontraba un palacete del siglo XIX perteneciente a  González del Valle, se dejaron los jardincillos centrales del palacete, transformándose el resto en un moderno edificio en cuya entrada se instaló la escultura de Sempere, que tenía amplias proporciones.
Eusebio Sempere fue premiado con el Premio Príncipe de Asturias de las Artes en 1983. Como dato anecdótico, el artista alicantino tiene otra obra en la ciudad de Oviedo, la cual se llama del mismo modo "Estructura", hecha en hormigón y acero, situada en la plaza del General Primo de Rivera.